# Manelic
Manelic és el personatge principal de l'obra Terra Baixa d'Àngel Guimerà. És un pastor originari de la terra alta que viu a la muntanya amb les seves ovelles. Enganyat pel Sebastià, es casa amb la Marta per encobrir el romanç d'aquests dos i es trasllada a la terra baixa on, corromput per l'entorn, acaba matant en Sebastià. En Manelic encarna l'esperit del món utòpic, pur i bo de terra alta en contraposició del materialisme decadent de terra baixa.
L'acció dramàtica de Terra baixa se centra en la figura del Manelic, qui és presentat com un home de camp familiaritzat amb la duresa de la natura, però, completament allunyat de la societat, no ha tingut mai gaire tracte amb la gent. Representa alhora la bondat natural i la rebel·lia contra el tirà, potser en una al·lusió de Guimerà al context històric del moment amb vagues i protestes proletàries de la Restauració conservadora. Manelic és un home rude, pràcticament un animal, en la manera de parlar i comportar-se, tret que també es tradueix en la manera com expressa el seu amor a la Marta: 
| «                                                | "Vull besar-te i mossegar-te fins a l'ànima, i estrenye't en mos braços ofegant-hi en ella" | » |
| — Àngel Guimerà, Terra Baixa, Esc. VIII, Acte II |                                                                                             |   |

Malgrat aquest caràcter aspre, Manelic resulta simpàtic perquè el públic es pot identificar fàcilment amb ell. En paraules de Ramon Pla i Arxé, "el lector sent pietat perquè el veu bracejar inútilment en aquella teranyina que l'ha atrapat, però sent també irritació, gairebé contra ell, perquè voldria veure'l reaccionar contra les vexacions massa evidents que només la seva ingenuïtat li impedeix de veure". La innocència d'en Manelic, però, no és ximpleria sinó manca de tracte humà i desconeixença de la realitat de la terra baixa. No és un bon salvatge; té un sistema de valors i una identitat -creences religioses, amor cap als seus pares, el desig de tenir una dona- i un caràcter ferm que no accepta menyspreus.
Quan Manelic descendeix a la terra baixa il·lusionat pel casament amb la Marta i s'adona que tot és un engany, es comença a corrompre i acaba matant l'amo, en Sebastià, que és comparat simbòlicament amb el seu únic enemic a terra alta: el llop. Quan Manelic crida tres vegades a la fi del darrer acte "He mort el llop!", el que fa és proclamar una victòria contra la ignorància, la hipocresia i l'abús de la terra alta. L'oposició terra alta/terra baixa té un caràcter simbòlic que arrossega una sèrie d'altres dualitats: individu/col·lectivitat, ideal/realitat, home/naturalesa, esperit/matèria. Manelic representa la puresa i la bondat que s'acabaran imposant a la mesquinesa de Sebastià i la terra baixa quan, finalment, Marta i ell van a viure junts a la terra alta.